# Нільс Фергюсон
Нільс Т. Фергюсон (англ. Niels T. Ferguson; нар. 10 грудня 1965, Ейндховен) — нідерландський криптограф і консультант, співробітник компанії Microsoft. Працює в області проектуванням криптографічних алгоритмів, тестуванням алгоритмів і протоколів. Автор статей і книг з криптографії.
У 1999 році Нільс Фергюсон разом з Брюсом Шнайєром і Джоном Келсі розробив алгоритм генератора випадкових чисел — алгоритм Яроу, який в подальшому був розвинений з Брюсом Шнайєром в більш досконалий алгоритм Fortuna.
У 2001 році заявив, що система захисту HD DVD і Blu-Ray дисків зламана, але не опублікував своє дослідження, посилаючись на Digital Millennium Copyright Act 1998 року, який визнає такі публікації незаконними.